# Hadrurus arizonensis
Hadrurus arizonensis, comunemente noto come scorpione peloso del deserto, scorpione gigante del deserto o scorpione peloso dell'Arizona, è lo scorpione più grande del Nord America, e una delle 8-9 specie di Hadrurus negli Stati Uniti, a raggiungere una lunghezza di 14 centimetri (5,5 pollici). Le sue grandi dimensioni gli permettono di nutrirsi facilmente di altri scorpioni e di una gran varietà di altre prede, tra cui lucertole e serpenti. La colorazione di questa specie è generalmente gialla con il dorso più scuro. Questo scorpione prende il suo nome comune dai peli castani che coprono il corpo. Questi peli lo aiutano a rilevare le vibrazioni nel terreno. Una specie simile è Hadrurus spadix.

## Distribuzione e habitat

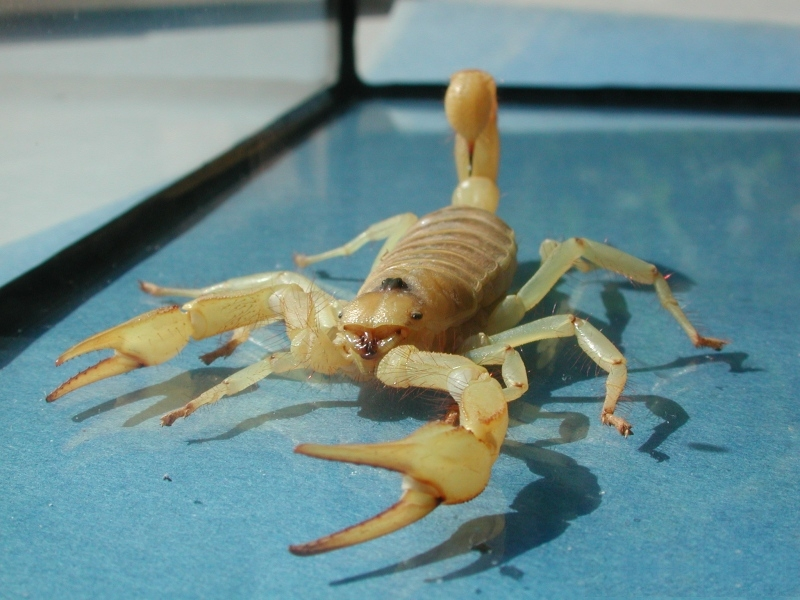
Hadrurus pallidus

Hadrurus arizonensis è diffuso nel deserto di Sonora e del Mojave. In Messico, la distribuzione della specie si estende dal Golfo della California al Sonora fino a Baja California Norte. Negli Stati Uniti, si trova nei due terzi occidentali dell'Arizona, nel deserto del Colorado e nel deserto del Mojave, nella California meridionale, nel Nevada meridionale e nell'estremo sud-ovest dello Utah. Questi scorpioni sono una specie adattatasi alle condizioni calde e secche del deserto. Di solito si trovano dentro e intorno a valli a bassa quota dove scavano elaborate tane (fino a 2,5 metri) ed emergendo di notte per cercare prede e un partner. Altre specie comunemente che vivono in sintonia con questa specie sono: Smeringurus mesaensis, Hoffmannius confusus e Hoffmannius spinigerus.

## Biologia

### Comportamento
È uno scorpione scavatore, ma si trova comunemente anche sotto le rocce contenenti umidità. Ha un comportamento aggressivo e attivo, e, come la maggior parte degli scorpioni, è notturno.

### Alimentazione
La sua dieta è composta da grandi insetti, ragni e piccoli vertebrati.

### Riproduzione
Come tutti gli scorpioni, dà alla luce piccoli vivi, che rimangono sulla schiena della madre per una settimana o più prima di abbandonarla e vivere da soli.

## Veleno
Nonostante le notevoli dimensioni, il veleno di questo scorpione non è molto potente e la sua puntura è comunemente percepita come dolorosa come una puntura d'ape. Il veleno ha un valore di LD50 di 168 mg/kg. Tuttavia, una reazione allergica al suo veleno può essere fatale; i sintomi possono includere difficoltà respiratorie, gonfiore eccessivo e dolore prolungato.